# PLANET-A
Suisei (すいせい, lit. "Cometa"), coneguda com a Planet-A, va ser una sonda espacial desenvolupada per l'Institut de Ciències Espacials i Astronàutiques (ara part de l'Agència d'Exploració Aeroespacial Japonesa, o JAXA).
Constituïa una part del l'Armada Halley juntament amb Sakigake, les sondes sovieticofranceses Vega, el Giotto de l'ESA i el International Cometary Explorer de la NASA, per explorar el Cometa de Halley durant el seu recorregut de 1986 a través del sistema solar interior.